# Historia de la Provincia de Ciego de Ávila
Historia de la Provincia de Ciego de Ávila, en la República de Cuba.
La provincia de Ciego de Ávila es una de las 15 que componen la República de Cuba. Se halla ubicada en la región central del país. Limita al norte con el Canal Viejo de Bahamas, al sur con el Golfo de Ana María y la cayería de los Jardines de la Reina, al este con la provincia de Camagüey, al oeste con la provincia de Sancti Spíritus. La capital provincial es la ciudad de Ciego de Ávila.
Abarca esencialmente el territorio que correspondía en 1976 a las regiones de Ciego de Ávila, Morón y Chambas, con dos enclaves urbanos principales, las ciudades de Ciego de Ávila y Morón, fundadas ellas en 1840 y 1750 respectivamente. 

## Toponimia
El origen del topónimo Ciego de Ávila ha estado sujeto a distintas fundamentaciones históricas. La más aceptada hoy explica que es fruto de la combinación de dos términos: uno geográfico: ciego, nombre que recibe el claro dentro de un área boscosa, y el otro el apellido del primer conquistador español que recibió la merced del hato en 1538, nombrado este Jácome de Ávila. 

## Pueblos originarios
A la llegada de los españoles a Cuba, en 1492, el territorio de la provincia estaba poblado por dos grupos de aborígenes: agroalfareros (en la parte norte mayormente) y preagroalfareros (en la zona sur). Los primeros formaban parte de la provincia india de Sabana o Sabaneque, los segundos constituían el cacicazgo de Ornofay.
Las investigaciones realizadas desde 1940 por el Grupo Arqueológico Caonabo contribuyeron al mejor conocimiento de la presencia aborigen en varios puntos de la geografía avileña, sobre todo en la parte norte. 
Manifestaciones de arte rupestre aborigen fueron encontradas en 1986 en una cueva en la zona de El Peñón, en el municipio de Chambas. 
En la parte noreste se localiza el Área Arqueológica de Cunagua. Uno de los asentamientos más completos y reveladores de la presencia aborigen, ha sido el identificado y estudiado en la costa norte del territorio, en el Área Arqueológica de “Los Buchillones”. 

## Llegada española
En 1510 el conquistador Alonso de Ojeda pasa por la parte sur del territorio. En 1513 se produce el encuentro entre los conquistadores españoles, al mando de Pánfilo de Narváez, y los indígenas del cacicazgo Ornofay, en un sitio conocido como Jagueyal. El sitio fue nombrado Jicotea por los españoles debido a la abundancia de estos quelonios en la zona.

## Edad Moderna
En 1514, al fundar Diego Velázquez la villa de Sancti Spíritus, la casi totalidad de las actuales tierras avileñas pasaron a esa jurisdicción. 
El 24 de mayo de 1543 es mercedado el Hato de Morón. Años después, en 1558, se delimitaron el realengo Las Altamiras y los primeros hatos —San Eugenio de la Palma, Ciego de la Virgen y Jicotea— a los que siguieron los de Baraguá, La Jagua, Lázaro López y La Ceiba. En el año 1538 fue mercedado un hato ya con el nombre de Ciego de Ávila. 
En 1577 el cabildo espirituano aplica las Ordenanzas de Cáceres y comisiona a dos vecinos de esa villa de Sancti Spíritus, Diego Sifuentes y Amaro Gómez, para que realicen las demarcaciones de los territorios avileños, acción que realizan solo apoyándose en el testimonio del práctico Alonso Rodríguez. Así se dan por demarcados los hatos de Ciego de Ávila, Morón, Nauyú, Marroquí, Los Perros y otros.
El hato de Ciego de Ávila pasa en 1615 a manos de Antón Camacho, regidor del cabildo espirituano, y en 1688 Avelino de Compostela, Obispo de Cuba, crea el curato de monte de San Eugenio de la Palma del Ciego de Ávila.
En los siglos del XVI al XVIII se fue produciendo una lenta evolución de la posesión de la tierra en el hato hasta convertirse este en hacienda. Según un plano del hato elaborado en 1748 este era el más oriental de los de Sancti Spíritus.
En los años 50 del siglo XVIII en el término eclesiástico de Ciego de Ávila existían 51 haciendas de ganado mayor y menor, y también 16 vegas de tabaco.
Entre 1706 y 1750 se produce el poblamiento de Morón en el lugar conocido como Sitio Viejo o El Hato. La urbanización comienza en 1750, por lo que se toma esta fecha como la de fundación oficial de la ciudad, que en 1827 se traslada hacia un nuevo sitio.
Al crearse en 1756 el Servicio General de Correos de la isla de Cuba, se establece una parada de itinerario en la hacienda Ciego de Ávila, a mitad de camino entre las villas de Sancti Spíritus y Puerto Príncipe. Ocho años después se crea la capitanía pedánea de Ciego de Ávila.
Se reorganiza en 1791 el Servicio General de Correos y se establece en Ciego de Ávila un sitio para que pernocten viajeros y para el relevo de los postillones.
La economía agropecuaria creció sostenidamente hasta finales del siglo XVIII, a la par que aumentaba la población, sobre todo en Ciego de Ávila, Morón, Chambas, La Ceiba, Lázaro López y Júcaro.

## Edad Contemporánea

### SigloXIX
Al comenzar el siglo el territorio avileño estaba conformado fundamentalmente por dos capitanías pedáneas que luego alcanzarían el estatus de municipio: Ciego de Ávila y Morón. Pertenecerían ambas a Sancti Spíritus hasta la terminación de la Guerra de los Diez Años, cuando pasarían a la provincia de Puerto Príncipe. El 4 de mayo de 1804 visita a Morón el ilustre obispo Juan José Díaz de Espada y Landa.
Un censo de 1856 arrojó que su población era de apenas 6989 personas, de las que 868 eran esclavos. En 1859 un devastador incendio destruyó casi totalmente el poblado de Ciego de Ávila.
La actividad económica fundamental era la ganadería, aunque también se producía azúcar en dos de los más importantes ingenios de la región: Soledad y Resurrección. 
Los vínculos comerciales, principalmente de maderas y frutas, se sostenían por mar, por el norte a través de Morón y por el sur por los puertos de Júcaro y Palo Alto. El comercio marítimo se realizaba también por los embarcaderos de Sabana la Mar, Palo Alto y Dos Hermanas.
El territorio sostenía comunicación de norte y sur con las villas de Sancti Spíritus y Puerto Príncipe, mientras el Camino de Morón enlazaba a sus dos enclaves urbanos.
El 21 de agosto de 1869 es creado el Ayuntamiento de Morón con la categoría de 5.ª clase, y el 25 de marzo de 1877 Ciego de Ávila adquiere categoría de municipio. 
En 1879 comenzó a regir en la isla una nueva división político-administrativa y Ciego de Ávila y Morón pasaron a formar parte de la provincia de Puerto Príncipe como términos municipales, segregados de Sancti Spíritus y Remedios, respectivamente.
Un hecho significativo para el futuro desarrollo de la región es la inauguración el primero de febrero de 1880 del Ferrocarril de Júcaro a Morón. 
En esa década se lleva a cabo por el gobierno español un plan de colonización con emigrantes españoles. Se crean en la zona colonias como la Infanta Isabel y la Reina Cristina. 

#### Luchas independentistas (1868- 1898)
A menos de un mes del Grito de Yara, el 8 de noviembre de 1868, se alzaron en armas contra el poder colonial los conspiradores avileños y moronenses. El primer hecho, conocido como Alzamiento de Piedras, fue encabezado por los hermanos Gómez Cardoso: José Ambrosio, Marcial de Jesús y Felipe. Los patriotas moronenses se lanzaron a la manigua contando entre sus filas con Nicolás Hernández Moreno, su hermano Manuel de Jesús y su sobrino Simón Reyes Hernández. 
La primera acción de envergadura fue el Combate de La Ceja o El Trapiche, dirigido por Manuel de Jesús Valdés Urra. Durante los diez años posteriores fueron muchas las acciones combativas realizadas por fuerzas mambisas en el territorio, a pesar de haber edificado allí España su más importante obra de ingeniería militar en América: la Trocha Militar de Júcaro a Morón, con el objetivo de aislar a los patriotas de la región oriental, evitando el libre movimiento de las fuerzas revolucionarias hacia el occidente de la isla. 
La Comandancia General de la Trocha se ubicaba en el poblado de Ciego de Ávila.
En diciembre de 1869 las autoridades españoles llevan a cabo la reconcentración de los habitantes que viven en las cercanías de Guadalupe, Marroquí y Chambas.
Trascendieron entre las acciones en la región el Combate de Cejas de Pitajones dirigido por el general Ángel del Castillo el 9 de agosto de 1869, la derrota de una columna española de quinientos hombres en el Combate de los Ramones el 1 de mayo de 1870, el Macheteo del Mamoncillo el 14 de junio de 1875, el Asalto y toma de Ciego de Ávila por las fuerzas mambisas el 27 de abril de 1876, así como el Macheteo del Pasto, el 2 de agosto de ese mismo año, acción dirigida por el entonces comandante José Ambrosio Gómez Cardoso. 
Una gran pérdida para la causa cubana fue la caída en combate el 5 de junio de 1872 del comandante Marcial de Jesús Gómez Cardoso. Su día de nacimiento se establecerá en 1937 como Día de Fiesta Municipal y se retomará en 1994 como Día de la Dignidad Avileña.
De los numerosos cruces de la trocha por el Ejército Libertador, siempre con el apoyo y participación de fuerzas avileñas, tuvo una gran repercusión política y militar el efectuado de oriente a occidente el 6 de enero de 1875 por un numeroso contingente militar a las órdenes del general Máximo Gómez.
En 1878 cesaron las hostilidades debido al Pacto del Zanjón, pero al reiniciarse las acciones militares en 1895 nuevamente el territorio se suma a estas. 
El 21 de abril de ese año se produce el alzamiento en la finca Jagüeycito, cerca de Florencia, encabezado por el general Joaquín Castillo, y el 19 de mayo de 1895 se levanta en armas, en su finca Los Suspiros, Simón Reyes, reconocido ya por su habilidad para burlar el enclave español como El Águila de la Trocha.
La Brigada de la Trocha desempeñará un papel importante en esta nueva etapa de la guerra por su labor de constante vigilancia y asedio a las tropas españolas destacadas en la fortificación militar. Suceso importante para la historiografía nacional fue el cruce de la Trocha por el contingente Invasor al mando del general Antonio Maceo el 29 de noviembre de 1895 y el posterior encuentro de este con Máximo Gómez y la constitución del Ejército Invasor al día siguiente en los potreros de Lázaro López. 
Fuerzas del coronel Simón Reyes protagonizan el Combate de El Mijial en 1896 y en 1897 caen en la Isla de Turiguanó los patriotas Abraham Delgado y Francisco Gonzalo Marín.
Al oeste de la Trocha se desarrolla entre finales de 1897 y casi todo el 1898 la Campaña de la Reforma, dirigida por Máximo Gómez y considerada una de las más grandes campañas defensivas de la historia latinoamericana. Durante esa etapa, el 3 de julio de 1898, desembarca por Palo Alto, al sur de la provincia, la primera expedición que recibió el jefe mambí. 
Luego de tres años de contienda, al producirse la Intervención Norteamericana y capitular el ejército español, entran las tropas cubanas a Ciego de Ávila y Morón en 1898. Comienza el período de ocupación norteamericana, que se extenderá hasta 1902.
Un censo de noviembre de 1899 año arroja que Ciego de Ávila y Morón ocupan el tercer y cuarto lugar entre los pueblos de más habitantes de la provincia de Camagüey, con 2 919 y 2084 personas respectivamente. 
En 1900 se sustituye el nombre de las calles de Ciego de Ávila y Morón, denominándose estas con nombre de patriotas y términos que aluden a la independencia lograda de España. Igual sucede con plazas y parques. La Plaza Alfonso XII, centro de la ciudad de Ciego de Ávila, se convierte en Parque José Martí.
En junio de ese mismo año tienen lugar las primeras elecciones para cargos alcaldicios en Ciego de Ávila y Morón. Son elegidos alcaldes Rafael Sánchez Pimentel y Mauricio Machado respectivamente.

### SigloXX
Los inicios del siglo en la región están marcados por la llegada de las inversiones norteamericanas, la urbanización, la emigración hacia el territorio procedente sobre todo de algunas regiones de España y de otras islas de Las Antillas, el desarrollo de la industria azucarera, que incluye la construcción de nuevos centrales, y las primeras manifestaciones de descontento del proletariado industrial y agrícola. Crece también la vida social, con la creación de instituciones de recreo, educativas y culturales.
En 1901 comienza la construcción del Ferrocarril Central, que tanto influirá en la vida de la región, y motivará el surgimiento de nuevos pueblos a lo largo de este. Un año después se inaugura el tramo de Santa Clara a San Luis, en Oriente.
Las protestas de los miembros del Partido Liberal, opuestos a la reelección del presidente Tomás Estrada Palma se manifiesta en la región, donde se producen alzamientos en 1906. 
Un censo de población 1907 indica que la ciudad de Ciego de Ávila casi ha duplicado su población desde 1899. En 1911 llega el alumbrado eléctrico a Ciego de Ávila y tres años después a Morón.
Una situación de lucha civil se creará en 1912 con el Movimiento de los Independientes de Color, en 1917, esta vez como parte de lo conocido como La Chambelona, y también en 1931 en contra de la dictadura de Gerardo Machado. 
El crecimiento poblacional continuará aceleradamente, pues en 1919 el término municipal de Ciego de Ávila cuenta ya con 44 972 habitantes, mientras Morón posee 43 361. 
Las luchas obreras, que tuvieron un momento significativo en la huelga de los trabajadores del central Jagüeyal en 1908, prosiguen a lo largo del primer tercio del siglo, con más de una decena de acciones trascendentes, donde se destaca el movimiento huelguístico de 1924, que llega a extenderse por todos los ingenios de Camagüey y parte de Las Villas. Una de las más importantes organizaciones obreras es la Unión Obrera de los Ferrocarriles del Norte de Cuba, que tiene su sede en Morón, y es encabezada por el líder Enrique Varona.
En 1927 comienzan los trabajos de construcción de la Carretera Central.
Las décadas de los años 30 y 40 se caracterizan por la continuación de la penetración del capital extranjero, la organización del proletariado, que se hace sentir en sus huelgas y otras acciones, y el auge de los sentimientos patrióticos, inconforme la población con los desmanes de gobiernos y politiqueros. 

#### Luchas revolucionarias
El estudiantado avileño ocupa un lugar protagónico dentro de las luchas sociales de los años 50, con figuras descollantes como Ricardo Pérez Alemán, Pedro Martínez Brito, Pedro Ballester Noriega y Roberto Rivas Fraga, entre otros. 
Líderes de la talla de Jesús Menéndez, Juan Marinello y Eduardo Chivás visitan la región. El golpe de Estado de Fulgencio Batista en 1952 aumenta la crisis y crecen las huelgas y las acciones de repudio al régimen en toda la Región de la Trocha, así como la influencia del Partido Socialista Popular. En mayo de 1955 se inicia el proceso de fundación del Movimiento 26 de Julio en el territorio y poco después el del Directorio Revolucionario.
En combativa manifestación el 7 de diciembre de 1955 es mortalmente herido Raúl Cervantes Cervantes, primer mártir avileño en la lucha contra la tiranía batistiana. 
Los revolucionarios avileños tienen una protagónica participación en la Huelga del 9 de abril de 1958, con acciones donde caen los jóvenes Raúl Martínez Alfonso, Esteban López Hayné y Cloroberto Echemendía. 
Se organiza la lucha guerrillera en la región, con la creación del Comando Guerrillero n.º 1, Reynaldo León Yeras. En septiembre de 1958 llegan al territorio las columnas invasoras del Ejército Rebelde, la Columna No 2, “Antonio Maceo” a las órdenes de Camilo Cienfuegos y la Columna No.8, “Ciro Redondo” dirigida por Ernesto Che Guevara. Unos días después arriban fuerzas de la Columna 11 “Cándido González”. 
En la lucha frontal contra la tiranía batistiana ofrendan sus vidas jóvenes como Ramón Domínguez de la Peña, Ricardo Pérez Alemán, Saturnino Aneiro, Alfredo Álvarez Mola y Patricio Sierralta. Sobresalen en el orden militar el capitán Roberto Rodríguez “El Vaquerito” y el comandante Ramón Paz Borroto, quienes llegaron a ocupar importantes responsabilidades dentro del Ejército Rebelde.
Durante los meses de noviembre y diciembre de 1958 se intensifican las acciones militares en el territorio, sobresaliendo la liberación de Florencia, la toma de los poblados de Punta Alegre y Punta San Juan. Una de las acciones militares más importantes es el Combate de Las Margaritas.
El primero de enero de 1959 fuerzas rebeldes toman los cuarteles de Chambas, Punta Alegre y Morón. En Ciego de Ávila las Milicias del M-26 asedian el cuartel de la Guardia Rural, toman la Estación de Policía y controlan la ciudad.

#### La Revolución en el poder
El 2 de enero de 1959 el pueblo avileño respalda la Huelga General Revolucionaria y el día 5 cruza por Ciego de Ávila la Caravana de la Libertad. El 20 de septiembre se efectúa un acto de masas que cuenta con la presencia del presidente de la república Osvaldo Dorticós y el comandante Camilo Cienfuegos.
En 1960 se inaugura la primera comunicad campesina creada por la Revolución, la Comunidad Manuel Sanguily, acto al que asiste el primer ministro Fidel Castro.
Durante los años sesenta se libra el combate contra el bandidismo en la región. El primer enfrentamiento ocurre en diciembre de 1961 en la zona de Guadalupe, en Florencia. A finales de 1962 caen en combate Oscar Figueredo Rodríguez y Juan Antonio Márquez.
La división político-administrativa del país cambia con la creación de la región como un nivel intermedio entre el municipio y la provincia. Surgen la Región de Ciego de Ávila, y la Región de Morón. 
El censo de Población y Vivienda de 1970 arroja que la Región de Ciego de Ávila, con ocho municipios (La Cuba, Gaspar, Baraguá, Venezuela, Ruta Invasora, Majagua, Ciego-Ceballos y Sanguily) cuenta con 138 353 habitantes, y la Región de Morón, con diez municipios (Máximo Gómez, Enrique Varona, Chambas, Florencia, Ciro Redondo, Morón-Turiguanó, Primero de Enero, Bolivia, Patria o Muerte y Tamarindo) tiene una población de 132 981.
En 1976 se aplica una nueva División Político-Administrativa que divide al país en 14 provincias, y la Provincia de Camagüey se fracciona en dos provincias, la existente: Camagüey, y Ciego de Ávila, que era una región y obtiene ese rango, fusionando las regiones de Ciego de Ávila y Morón. La ciudad de Ciego de Ávila es ahora cabecera provincial. La nueva provincia cuenta desde entonces con diez municipios.
Se constituyen en ese año 1976 los Órganos del Poder Popular y como presidente del gobierno provincial es electo Miguel Aguilar Oñoz. El Comité Provincial de PCC es encabezado por Rafael Valdés Valdés. A finales de 1989 la población de la provincia asciende 352 900 habitantes.

### SigloXXI
En 2008 la población de la provincia era de 422 354 habitantes.